# Cup and ring marks

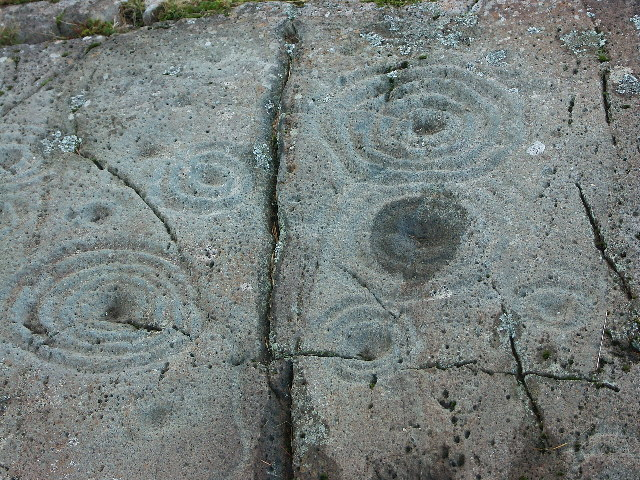
Cairnbaan Cup And Ring Marks

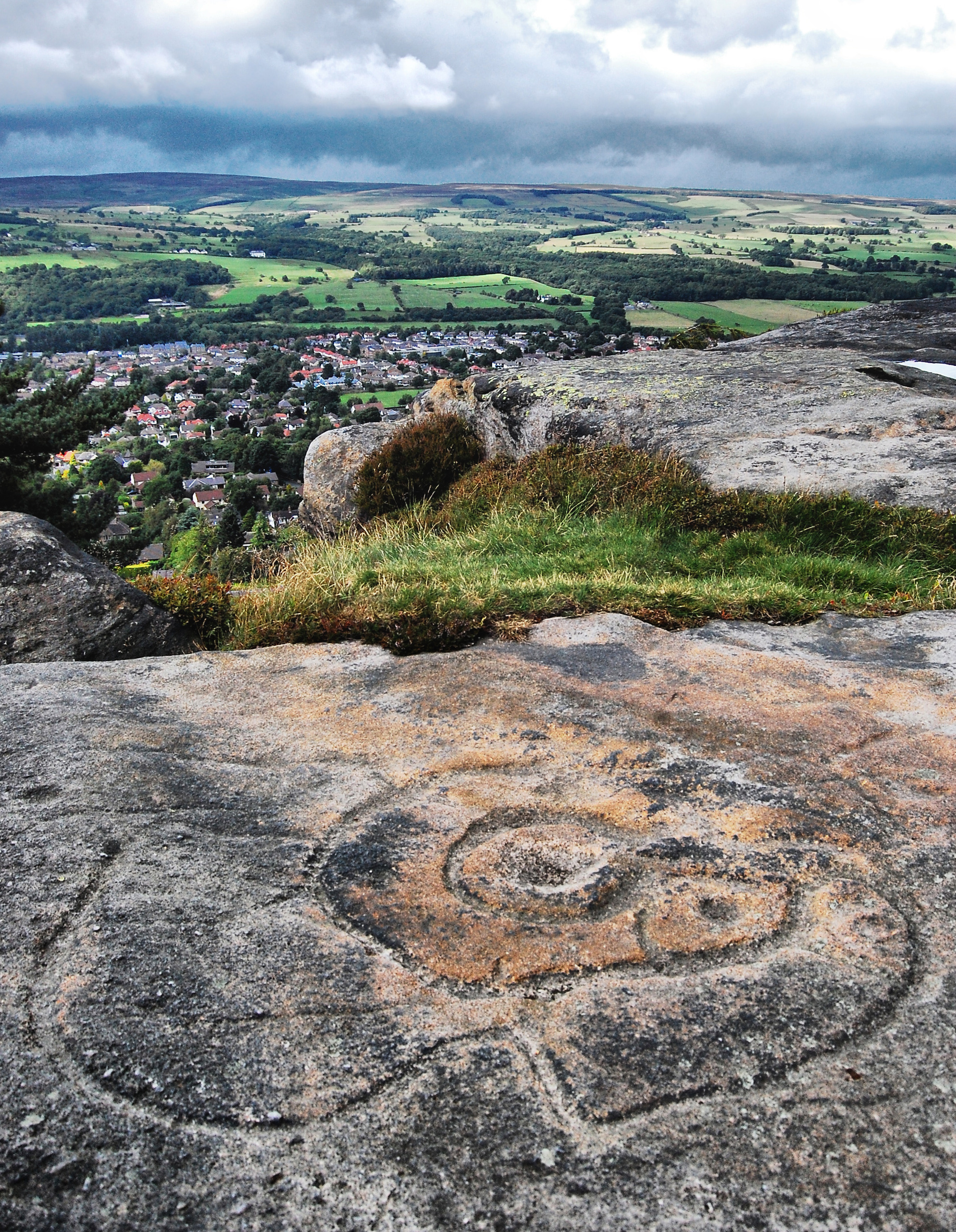
Cup and ring marks boven Ilkley

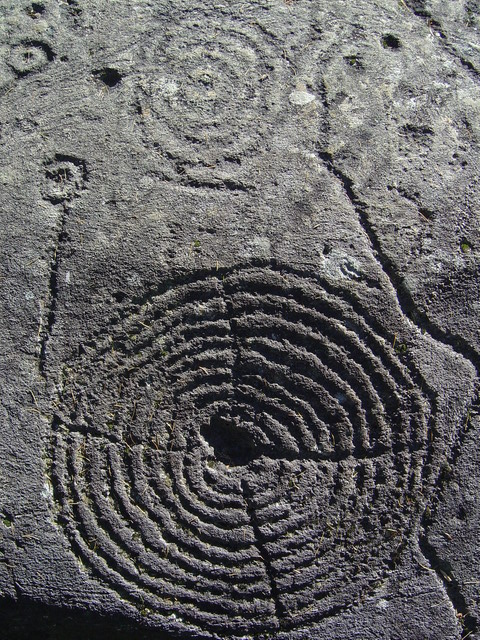
Markeringen in de Alpen

Cup and ring marks zijn inkervingen (petroglief) die zijn aangebracht op megalithische stenen. Hoewel een precieze datering vaak moeilijk is komen ze voor op vindplaatsen van het Neolithicum tot de vroege Bronstijd. Ze zijn te onderscheiden van eenvoudige cup marks ofwel napjesstenen zonder ringen.

## Voorkomen
Cup and ring marks worden aangetroffen in Denemarken, Engeland, Finland, Frankrijk, Ierland, Italië, Jersey, Schotland en Zweden. Een Deense archeoloog herkende in 1987 cup and ring marks in hunebed D16 in Drenthe. In 1819 bezocht Johann Friedrich Heinrich Arends Drenthe en beschreef onder andere het hunebed D14, hij vertelt dat er putjes te zien zijn die op indrukken van grote vingers lijken. Zijn gids vertelt dat de afdrukken van de reuzen zijn. Dit doet denken aan cup and ring marks.
Bij Val Camonica in Italië zijn ontelbaar veel cup marks aangetroffen. Ook in Piedmont zijn graveringen aan te treffen, zoals in Val Susa, La Bessa en Valchiusella.
In Galicië (Spanje) worden patronen aangetroffen die vergelijkbaar zijn aan die op de Britse eilanden.
De markeringen komen voor op de steenkisten van de Food Vesselcultuur (ca. 2400-1500 v.Chr.), op Clava Cairns, steencirkels, ganggraven en op de sluitstenen van Newgrange. De Hunterheugh Crags cup and ring marks (Alnwick) gaan terug tot het vroege neolithicum.
Overigens worden vergelijkbare markeringen ook aangetroffen in Mexico, Brazilië, Griekenland en India.

## Voorbeelden
Cup and ring marks kunnen op diverse plekken worden aangetroffen. Enkele voorbeelden zijn:
- Baluachraig Cup and Ring Marks (Schotland)
- Kilmichael Glassary Cup And Ring Marks (Schotland)
- Cairnbaan Cup And Ring Marks (Schotland)
- Kilmartin Glen (Schotland)
- Ballymeanoch (Schotland)
- Tealing Earth House (Schotland)
- Loanhead Stone Circle (Schotland)
- Recumbent Stone Circles (Noordwest-Schotland en Zuidwest-Ierland)
- Ardestie Earth House (Schotland)
- Nether Largie Standing Stones (Schotland)
- Cinn Trolla Broch (Schotland)
- Aberlemno Sculptured Stones (Schotland)
- Clava Cairns (Schotland)

## Afbeeldingen

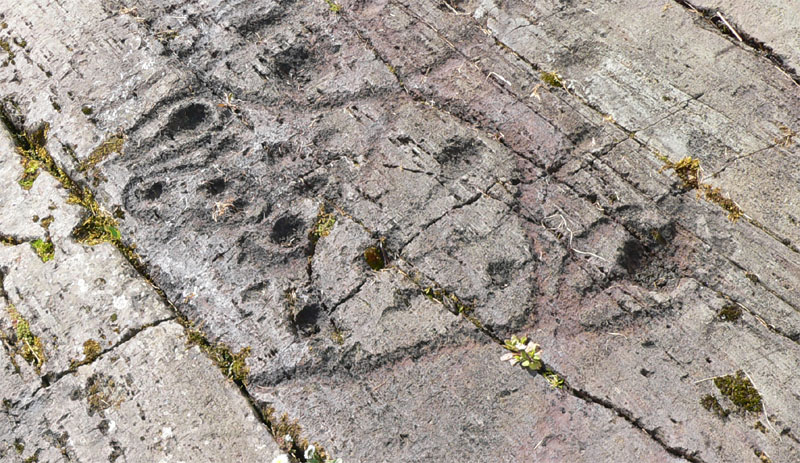
Kilmichael Glassary Cup And Ring Marks
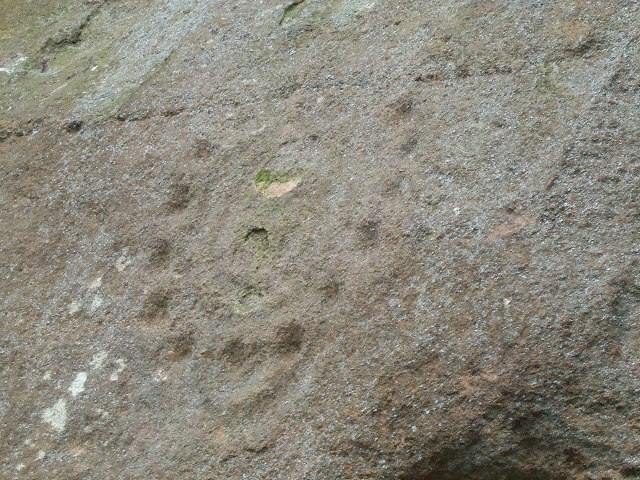
Cup and ring marks, Morwick
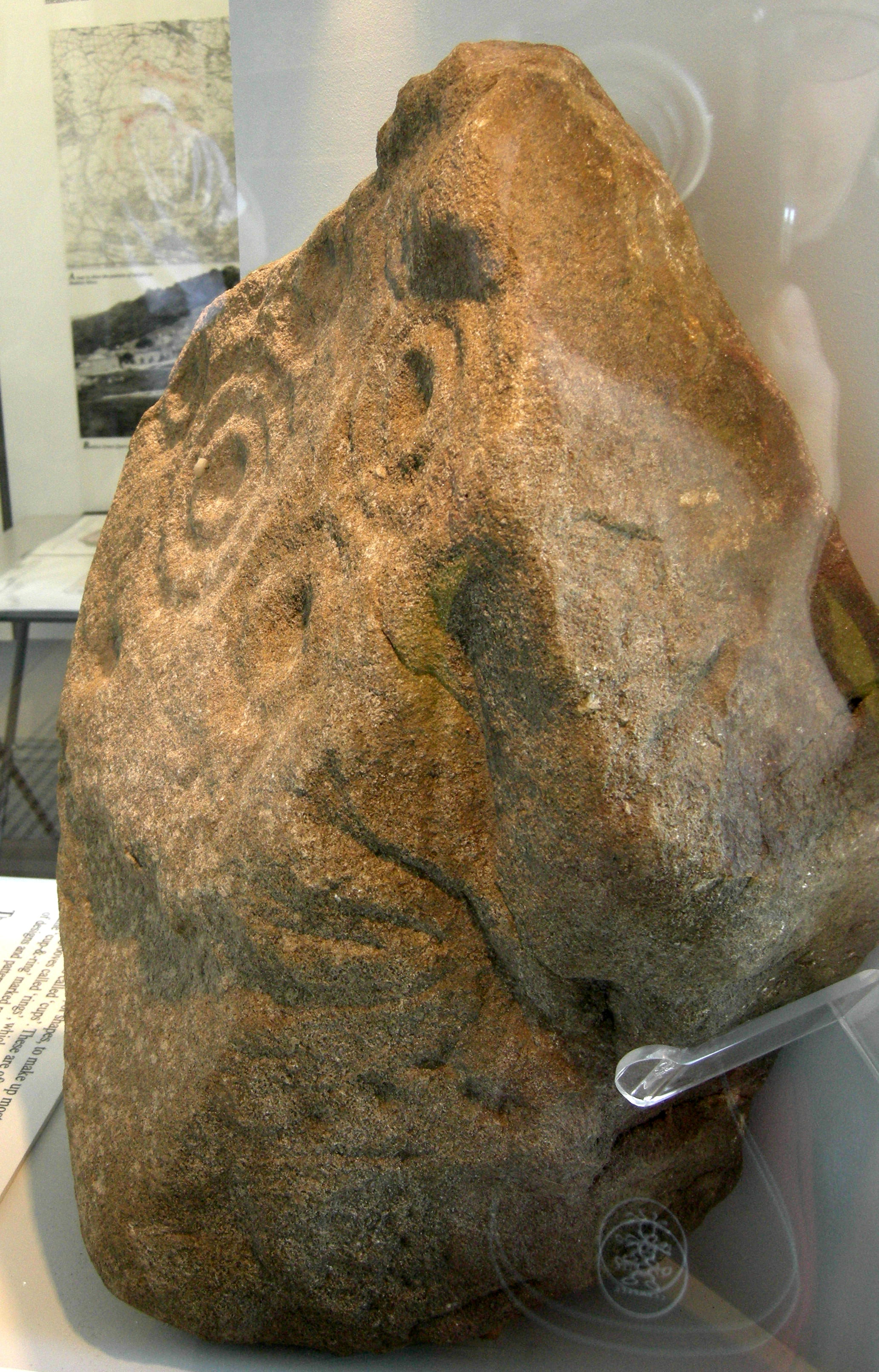
De cup and ring marks op de Heygate stone, Bracken Hall Countryside Centre and Museum, Engeland
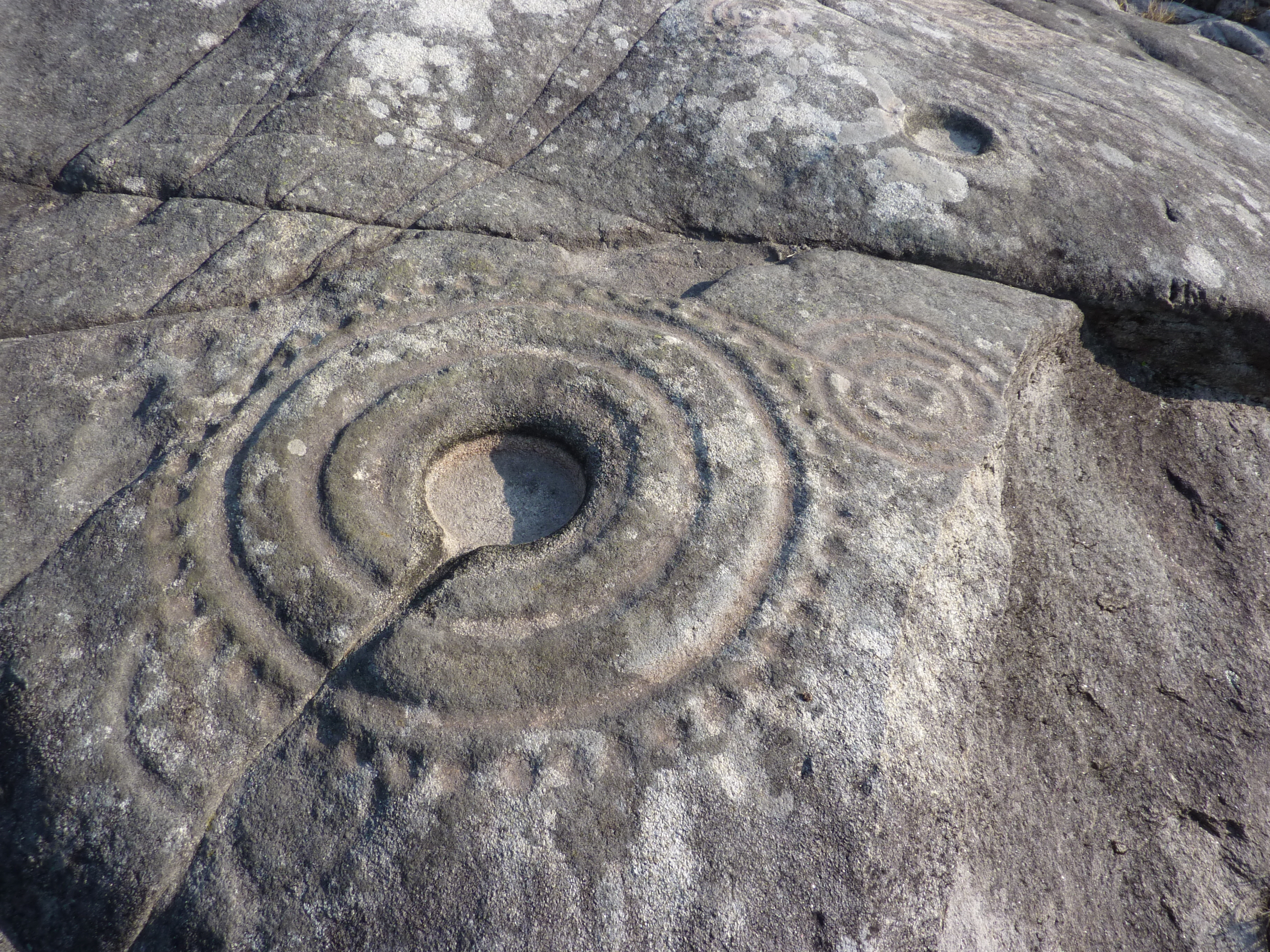
Cup and ring marks in Galicië
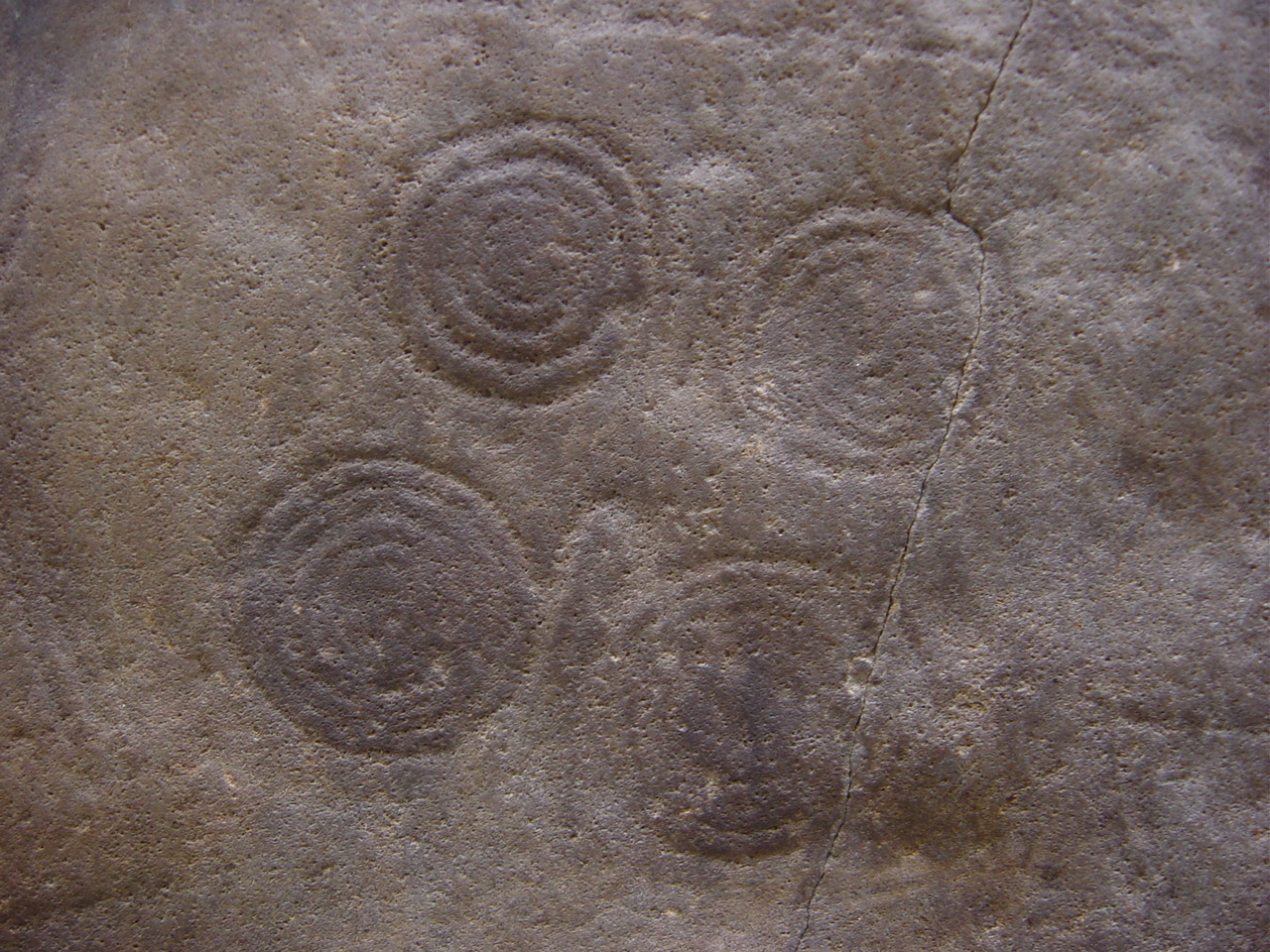
Val Camonica